# Pan Pacific Open 2022
Pan Pacific Open 2022 este un turneu profesionist de tenis feminin care se joacă pe terenuri dure acoperite. Este cea de-a 37-a ediție a Pan Pacific Open și face parte din turneele WTA 500 ale sezonului WTA 2022. Acesta va avea loc la Ariake Coliseum din Tokyo, Japonia, în perioada 19-25 septembrie 2022. Va fi primul eveniment din 2019, după ce în 2020 și 2021 a fost anulat din cauza pandemiei de COVID-19.

## Campioni

### Simplu
Pentru mai multe informații consultați Pan Pacific Open 2022 – Simplu

### Dublu
Pentru mai multe informații consultați Pan Pacific Open 2022 – Dublu

## Puncte
| Probă  | C   | F   | SF  | QF  | R16 | R2  | Q   | Q2  | Q1  |
| Simplu | 470 | 305 | 185 | 100 | 55  | 1   | 25  | 13  | 1   |
| Dublu  | 470 | 305 | 185 | 100 | 1   | N/A | N/A | N/A | N/A |